# الإمارات الموريتانية
الإمارات الموريتانية هي الإمارات التي حكمت موريتانيا قبل الدولة الحديثة.
- إمارة أولاد إمبارك
- إمارة الترارزة
- إمارة إدوعيش
- إمارة لبراكنة
- إمارة مشظوف
- إمارة ألاود يحي بن عثمان